# Gustav Adolf Pfleiderer
Gustav Adolf Pfleiderer (* 17. Februar 1845 in Heilbronn; † 23. Mai 1896 in Tübingen) war ein deutscher Unternehmer. Er gründete in Heilbronn eine Langholzhandlung, aus der das heutige Unternehmen Pfleiderer erwuchs.

## Leben
Pfleiderer hatte Prokura bei der Heilbronner Holzhandlung August Vowinckel & Cie., die zunächst nur ein Filialunternehmen eines Düsseldorfer Unternehmens war. 1882 wurde das Unternehmen umstrukturiert und erhielt in Heilbronn einen Handelsregistereintrag. Geschäftsführer waren Gustav Adolf Pfleiderer und Jacob Vowinckel. 1894 erlosch schließlich die August Vowinckel & Cie. und Pfleiderer führte das Unternehmen unter seinem Namen alleine weiter. Dem langjährigen Mitarbeiter Friedrich Eberle gewährte er Prokura. Er starb 1896 unerwartet in Tübingen.

## Familie
Pfleiderer heiratete am 19. April 1876 in Odenkirchen Elisabeth Michels (1852–1909), die Tochter des örtlichen Pfarrers Hermann Georg Michels. Aus der Ehe gingen sechs Söhne hervor. Der älteste Sohn Adolf Pfleiderer (1877–1957) trat noch zu Lebzeiten des Vaters in das Unternehmen ein. Nach dem frühen Tod des Vaters führte er es gemeinsam mit dem drittältesten Sohn Paul Otto Pfleiderer (1880–1960) fort. Die weiteren Söhne waren Hans Pfleiderer (1878–1944), Amtsgerichtsdirektor in Heilbronn, Ernst Pfleiderer (1882–1946), Maschinenbauingenieur, Georg Pfleiderer (1892–1973), der als Architekt maßgeblich am Aufbau des Pfleiderer-Werks in Neumarkt in der Oberpfalz beteiligt war, und Theodor Pfleiderer (1895–1917), der im Ersten Weltkrieg als Fluglehrer in Schleißheim tödlich verunglückte.

## Würdigung
Auf dem Heilbronner Hauptfriedhof ist das Familiengrab erhalten, in dem Gustav Adolf Pfleiderer, seine Frau Elisabeth sowie der jüngste Sohn Theodor begraben liegen. In einem weiteren erhaltenen Familiengrab ruht der Sohn Hans Pfleiderer mit seiner Familie.